# Merismo
El merismo es una figura retórica que consiste en enumerar las partes o características propias de algo para pasar a continuación a explicar cada una de ellas. 
Así, escribe Jorge Manrique:
yo soy el que, por amaros,

estoy, desque os conocí,

sin Dios y sin vos y mí.

Sin Dios, porque en vos adoro;

sin vos, pues no me queréis;

pues sin mí, ya está de coro

que vos sois quien me tenéis.

Como se ve, a la descripción inicial de la situación del poeta (sin Dios y sin vos y mí) le sigue la explicación de cada uno de los términos.
Un uso muy similar se aprecia en esta copla popular:
Ni contigo ni sin ti

tienen mis males remedio;

contigo, porque me matas

y sin ti, porque me muero.

En los estudios bíblicos, se llama también merismo a la expresión de una totalidad mediante la mención de dos partes que constituyen los extremos de la misma: así, cielo y tierra quiere decir universo y montes y valles, el conjunto del paisaje. "Día" y "noche" significa todo el tiempo. "Carne" y "sangre" significa "humano" 